# Manyas (district)
Manyas is een Turks district in de provincie Balıkesir en telt 23.135 inwoners (2007). Het district heeft een oppervlakte van 627 km².
De bevolkingsontwikkeling van het district is weergegeven in onderstaande tabel.
| 1997   | 2000   | 2007   |
| ------ | ------ | ------ |
| 26.461 | 25.148 | 23.135 |